# ISO 3166-2:JO

Administrativní členění státu Jordánsko

Kódy ISO 3166-2 pro Jordánsko identifikují 12 guvernorátů (stav v roce 2015). První část (JO) je mezinárodní kód pro Jordánsko, druhá část sestává z dvou písmen identifikujících provincii.

## Seznam kódů
```
JO-AJ Adžlún (Adžlún)
JO-AM Ammán (Ammán)
JO-AQ Akaba (Akaba)
JO-AT Tafila (Tafila)
JO-AZ Zarka (Zarka)
JO-BA Balka (Salt)
JO-JA Džaraš (Džaraš)
JO-JR Irbid (Irbid)
JO-KA Karak (Karak)
JO-MA Mafrak (Mafrak)
JO-MD Madaba (Madaba)
JO-MN Maan (Maan)
```